# Каннингем, Стив
Сти́вен Орме́йн Ка́ннингем (англ. Steven Ormain Cunningham) более известный как Стив Каннингем (англ. Steve Cunningham, родился 15 июля 1976 в Филадельфии, США) — американский боксёр-профессионал, выступающий в первой тяжёлой (Cruiserweight) весовой и супертяжёлой весовой категориях.

## Профессиональная карьера

### Первый тяжёлый вес
Каннингем дебютировал на профессиональном ринге в октябре 2000 года. Проводил долгое время низкорейтинговые бои.
В июле 2002 года, победил по очкам боксёра из Ганы, Йозефа Авинонгу (10-3-4). 22 мая 2004 года, в плотном бою, решением большинства судей победил южноафриканца, Себастьяна Ротманна (17-2-2).
В апреле 2005 года, раздельным решением судей победил панамца Гильермо Джонса. Затем в сентябре в элиминаторе IBF победил бывшего чемпиона мира, Келвина Дэвиса.
25 ноября 2006 года, в бою за вакантный титул IBF, спорным решением проиграл поляку, Кшиштофу Влодарчику. Был назначен реванш. В повторном бою, Каннингем победил Влодарчика, и стал чемпионом мира по версии IBF.
Первую защиту провёл против непобеждённого немца, Марко Хука, и нокаутировал его в 12-м раунде. Затем в декабре 2008 года, проиграл титул поляку, Томашу Адамеку. В 2009 году в элиминаторе IBF победил по очкам бывшего чемпиона мира, гайанца, Уэйна Брейтуэйта. Позже Адамек перешёл в супертяжёлый вес, и освободил титул. Каннингем в бою за вакантный титул победил Троя Росса (23-1).
В феврале 2011 года защитил титул против серба Энада Личины (19-2). В октябре 2011 года, проиграл техническим решением кубинцу, Йоану Пабло Эрнандесу. Был назначен реванш. В феврале 2012 года, в повторном бою, Каннингем уступил по очкам кубинцу, и снова утратил чемпионский пояс.

### Тяжёлый вес
Летом 2012 года заявил о желании перейти в супертяжёлый вес. 8 сентября 2012 года, Каннингем с разгромным судейским решением переиграл Джейсона Гаверна.
22 декабря 2012 года вышел на бой с бывшим соперником, чемпионом мира в двух весовых категориях, поляком Томашем Адамеком. Поединок был в рамках турнира IBF. Конкурентное противостояние было не меньше чем в первой схватке. Первые четыре раунда были с большим преимуществом поляка, который больше наступал, но Каннингем выровнял поединок в свою пользу, много уворачивался, и наносил больше точных ударов. Возможно главным фактором который склонил счёт в пользу Адамека стало его большее упорство и давление. Томаш действовал первым номером, в отличие от Каннингема, который старался постоянно увеличивать дистанцию. После завершения поединка Каннингем уверенный в своей победе поднял руки. Адамек же в свою очередь склонив голову, пошёл в свой угол. Майкл Баффер огласил результат, ничью раздельным решением судей. Каннингем недовольно отреагировал, а Адамек перекрестился, так как такой результат его тоже устраивал, ведь его позиции в рейтинге были выше Каннингема, и именно он даже в случае ничьи вышел бы в финал турнира. Но через несколько секунд один из судей внёс коррективы в результаты, и результаты первого судьи (Дебры Барнеса) были изменены с ничейного 114—114, на 115—113 в пользу Адамека. Зал решение принял недовольным гулом, но поединок всё же был очень близким.
Адамек отказался от дальнейшего участия в турнире и Каннингем заменил его. 20 апреля 2013 года встретился с британским проспектом Тайсоном Фьюри. С первых минут боя Фьюри действовал вызывающе и агрессивно призывал Стива к открытому бою. Во втором раунде Каннингем наказал британца за его открытую манеру, и правым кроссом отправил Фьюри в нокдаун. Тайсон сумел подняться и стал боксировать более осмотрительно, сокращая дистанцию и входя в ближний бой. В какой то момент Каннингем принял открытый стиль ведения поединка, навязанный Тайсоном. В седьмом раунде у Фьюри было несколько чистых попаданий по Каннингему, а в конце раунда он зажал его возле канатов. В конце боя Фьюри и Каннингем находились в клинче, британец воспользовался нерасторопностью рефери и «грязно» развернул голову Каннингему под свой удар, а затем коротким правым хуком отправил его в глубокий нокаут. Это поражение стало первым досрочным в карьере Каннингема, до седьмого раунда он вёл по очкам на карточках у двух судей (57-55), у третьего была зафиксирована ничья (56-56). Поединок носил статус отборочного на бой с чемпионом мира по версии IBF.
4 апреля 2014 года Каннингем вышел на ринг с возрастным американским проспектом Амиром Мансуром. Как и предполагалось, Мансур начал бой агрессивно, однако большинство его ударов не находили цели, но не все. В третьем раунде Каннингем поймал свою игру и начал успешно контратаковать соперника. В четвёртой трёхминутке у обоих оппонентов появились рассечения на лице, при этом у Мансура начал отекать левый глаз.
В пятом раунде Мансур достал Каннингема правым боковым и Стив оказался на полу ринга. Поднявшись, он принял на себя атаку Мансура и вновь оказался в нокдауне под конец раунда. Казалось, что исход боя предрешен, однако Стиву удалось восстановиться и в шестом раунде, он вновь заставил Мансура рассекать кулаками воздух, при этом успешно контратакуя.
В восьмом раунде левый глаз Мансура закрылся и в конце концов измученный Амир в десятом раунде, после правого прямого, и последующей серией Каннингема с наступлением, сам оказался во флеш нокдауне, опустившись на канвас одной рукой.
После финального гонга счет на судейских записках был 97-90, 95-92, 95-92 в пользу Стива Каннингема.
14 марта 2015 года боксировал с украинским боксёром Вячеславом Глазковым. Несмотря на то, что Каннингем провел поединок гораздо активнее луганчанина — выбросил и попал больше ударов, удары Глазкова были более мощными и аккуратными. Так называемые «чемпионские раунды» — с 10-го по 12-й включительно — остались за поймавшим второе дыхание Глазковым. По итогам противостояния равных по силе соперников трое судей отдали победу украинцу со счетом 116—112, 115—113 и 116—112.

## Таблица боёв
В таблице перечислены результаты всех поединков боксёров.
В каждой строке указан результат поединка. Дополнительно номер поединка обозначен цветом, который обозначает итог поединка. Расшифровка обозначений и цветов представлена в нижеследующей таблице.
| Пример | Расшифровка                     |
| ------ | ------------------------------- |
|        | Победа                          |
|        | Ничья                           |
|        | Поражение                       |
|        | Планируемый поединок            |
|        | Поединок признан несостоявшимся |
| КО     | Нокаут                          |
| ТКО    | Технический нокаут              |
| PTS    | Решение судей (по очкам)        |
| UD     | Единогласное решение судей      |
| MD     | Решение большинства судей       |
| SD     | Раздельное решение судей        |
| RTD    | Отказ от продолжения боя        |
| DQ     | Дисквалификация                 |
| NC     | Поединок признан несостоявшимся |

| Результат | Соперник                    | Тип | Раунд, Время  | Дата             | Место боя                      | Комментарии |
| --------- | --------------------------- | --- | ------------- | ---------------- | ------------------------------ | --- |
| 30-9-1    | Фрэнк Мир (дебют)           | UD  | 6             | 17 апреля 2021   | Атланта, США                   | Бой в тяжёлом весе. 58-56, 60-54, 60-54.                                                                              |
| 29-9-1    | Эндрю Табити (14-0)         | UD  | 10            | 26 августа 2017  | Лас-Вегас, США                 | Бой за вакантный титул чемпиона по версии USBA и NABF в первом тяжёлом весе. 93-97, 93-97, 90-100.                    |
| 29-8-1    | Фелипе Ромеро (19-11-1)     | UD  | 6             | 17 марта 2017    | Рединг, США                    | Бой в тяжёлом весе. 60-54, 60-54, 60-54.                                                                              |
| 28-8-1    | Кшиштоф Гловацкий (25-0)    | UD  | 12            | 16 апреля 2016   | Бруклин, США                   | Бой за звание чемпиона мира по версии WBO в первом тяжёлом весе. 109-115, 109-115, 108-116.                           |
| 28-7-1    | Антонио Тарвер (31-6-1)     | SD  | 12            | 14 августа 2015  | Ньюарк (Нью-Джерси), США       | 113-115, 115-113, 114-114.                                                                                            |
| 28-7      | Вячеслав Глазков (19-0-1)   | UD  | 12 (12)       | 14 марта 2015    | Монреаль, Канада               | 112-116, 113-115, 112-116. Претендентский бой IBF в супертяжёлом весе.                                                |
| 28-6      | Нату Висинья (10-0)         | RTD | 7 (10), 3:00  | 18 октября 2014  | Филадельфия, США               | Каннингем 1 раз в нокдауне в 5 раунде.                                                                                |
| 27-6      | Амир Мансур (20-0)          | UD  | 10            | 4 апреля 2014    | Филадельфия, США               | 95-92, 95-92, 97-90. Выиграл титул USBA. Каннингем 2 раза в нокдауне в 5 раунде, Мансур в нокдауне в 10 раунде.       |
| 26-6      | Мануэль Кесада (29-7)       | UD  | 8             | 14 декабря 2013  | Атлантик-Сити, США             | 80-72, 80-72, 80-72.                                                                                                  |
| 25-6      | Тайсон Фьюри (20-0)         | KO  | 7 (12), 2:55  | 20 апреля 2013   | Нью-Йорк, США                  | Претендентский бой IBF в супертяжелом весе.                                                                           |
| 25-5      | Томаш Адамек (47-2)         | SD  | 12            | 22 декабря 2012  | Бетлехем (Пенсильвания), США   | 113-115, 115-113, 112-116. Бой за титул IBF North America в супертяжёлом весе.                                        |
| 25-4      | Джейсон Гаверн (21-10-4)    | UD  | 12            | 8 сентября 2012  | Ньюарк (Нью-Джерси), США       | 100-90, 100-90, 99-90. Дебют в супертяжёлом весе.                                                                     |
| 24-4      | Йоан Пабло Эрнандес (24-1)  | UD  | 12            | 4 февраля 2012   | Франкфурт-на-Майне, Германия   | 111-115, 110-116, 110-116. Бой за титулы IBF и The Ring в первом тяжелом весе.                                        |
| 24-3      | Йоан Пабло Эрнандес (23-1)  | TD  | 6 (12), 3:00  | 1 октября 2011   | Нойбранденбург, Германия       | 55-58, 54-59, 57-56. Потерял титул IBF в первом тяжёлом весе.                                                         |
| 24-2      | Энад Личина (19-2)          | UD  | 12            | 12 февраля 2011  | Мюльхайм-ан-дер-Рур, Германия  | 118-110, 117-111, 115-113. Защитил титул IBF в первом тяжёлом весе.                                                   |
| 23-2      | Трой Росс (23-1)            | TKO | 5 (12), 0:01  | 5 июня 2010      | Нойбранденбург, Германия       | Выиграл титул IBF в первом тяжёлом весе. Каннингем в нокдауне в 4 раунде, бой остановлен из-за рассечения у Росса.    |
| 22-2      | Уэйн Брэйтуэйт (23-3)       | UD  | 12            | 11 июля 2009     | Санрайз (Флорида), США         | 119-109, 117-111, 118-110. Претендентский бой IBF в первом тяжёлом весе.                                              |
| 21-2      | Томаш Адамек (35-1)         | SD  | 12            | 11 декабря 2008  | Ньюарк (Нью-Джерси), США       | 112-115, 114-112, 110-116. Потерял титул IBF; не выиграл вакантный титул The Ring в первом тяжёлом весе.              |
| 21-1      | Марко Хук (19-0)            | TKO | 12 (12), 1:56 | 29 декабря 2007  | Билефельд, Германия            | Защитил титул IBF в первом тяжёлом весе.                                                                              |
| 20-1      | Кшиштоф Влодарчик (37-1)    | MD  | 12            | 26 мая 2007      | Катовице, Польша               | 116-112, 114-114, 115-112. Выиграл титул IBF в первом тяжёлом весе (Первый титул чемпиона мира в карьера Каннингема). |
| 19-1      | Кшиштоф Влодарчик (36-1)    | SD  | 12            | 25 ноября 2006   | Варшава, Польша                | 112-116, 113-115, 119-109. Бой за вакантный титул IBF в первом тяжёлом весе.                                          |
| 19-0      | Ллойд Брайан (21-11)        | TKO | 5 (10), 1:10  | 7 января 2006    | Нью-Йорк, США                  | |
| 18-0      | Келвин Дэвис (21-3-1)       | UD  | 12            | 3 сентября 2005  | Кливленд, Огайо, США           | 117-111, 117-111, 118-110. Претендентский бой IBF в первом тяжёлом весе.                                              |
| 17-0      | Гильермо Джонс (31-2-2)     | SD  | 10            | 2 апреля 2005    | Вустер, Массачусетс, США       | 97-94, 96-94, 93-97.                                                                                                  |
| 16-0      | Форрест Нил (16-4)          | TKO | 4 (8), 0:53   | 20 октября 2004  | Нью-Йорк, США                  | |
| 15-0      | Себастьян Ротманн (17-2-2)  | MD  | 10            | 22 мая 2004      | Гаутенг, ЮАР                   | 95-95, 96-94, 96-95.                                                                                                  |
| 14-0      | Терри МакГрум (19-5-2)      | UD  | 8             | 20 сентября 2003 | Анкасвилл, США                 | |
| 13-0      | Деметриус Дженкинс (21-8-1) | UD  | 8             | 29 марта 2003    | Филадельфия, США               | |
| 12-0      | Джозеф Авинонгья (10-3-4)   | UD  | 8             | 27 июля 2002     | Лас-Вегас, США                 | 78-73, 78-73, 78-72.                                                                                                  |
| 11-0      | Кейсени Трусдейл (7-41-2)   | PTS | 4             | 29 сентября 2001 | Мартинсвилл (Вирджиния), США   | |
| 10-0      | Шон Таунсенд (1-4)          | TKO | 3             | 30 августа 2001  | Чарлстон (Южная Каролина), США | |
| 9-0       | Шон Таунсенд (1-3)          | TKO | 6             | 26 июля 2001     | Чарлстон (Южная Каролина), США | |
| 8-0       | Джон Бэттл (5-4)            | KO  | 1             | 28 июня 2001     | Чарлстон (Южная Каролина), США | |
| 7-0       | Майк Уильямс (7-10)         | TKO | 6             | 24 мая 2001      | Чарлстон (Южная Каролина), США | |
| 6-0       | Ричард Перри (1-3-1)        | KO  | 1             | 12 мая 2001      | Джонсон-Сити (Теннесси), США   | |
| 5-0       | Джефф Боуман (7-34-1)       | TKO | 1             | 28 апреля 2001   | Нэшвилл, США                   | |
| 4-0       | Кановас Александер (0-5)    | KO  | 1             | 12 апреля 2001   | Чарлстон (Южная Каролина), США | |
| 3-0       | Нейт Фрейзер (0-1)          | KO  | 1             | 10 марта 2001    | Вирджиния, США                 | |
| 2-0       | Роберт Марш (4-4)           | PTS | 4             | 17 февраля 2001  | Чарлстон (Южная Каролина), США | |
| 1-0       | Норман Джонс                | SD  | 4             | 28 октября 2000  | Саванна (Джорджия), США        | Дебют на профессиональном ринге                                                                                       |

## Интересные факты
Стив Каннингем победил трёх будущих чемпионов мира в первом тяжёлом весе.
Стив Каннингем является вторым боксёром после Невена Пайкича, который сумел отправить в нокдаун Тайсона Фьюри.
Стив Каннингем нанёс первое поражение в профессиональной карьере Марко Хуку.